# Zabel Asadour

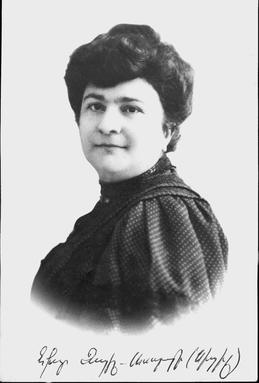
Zabel Asadour, frühe 1920er Jahre

Zabel Asadour (armenisch: Զապէլ Ասատուր), geborene Zabel Khanjian (Զապէլ Խանճեան), besser bekannt unter ihrem literarischen Pseudonym Sipil (Սիպիլ) (* 23. Juli 1863 in Üsküdar, Konstantinopel, Osmanisches Reich; † 19. Juni 1934 in Istanbul, Türkei), war eine armenische Dichterin, Autorin, Lehrerin und Philanthropin.

## Leben
Asadour ging auf die Jemaran-Schule in Üsküdar (Սկյուտարի ճեմարան), wo sie 1879 ihren Abschluss machte. Sie arbeitete als Lehrerin in den Provinzen und dann in Konstantinopel. Sie war eine der Gründerinnen der Ազգանուէր հայուհեաց ընկերութիւն, der „Gesellschaft der der Nation verpflichteten armenischen Frauen“, einer Organisation, die den Bau, die Instandhaltung und den Betrieb von armenischen Mädchenschulen in den armenisch besiedelten Gebieten des Osmanischen Reiches unterstützte.
1901 heiratete sie den Schriftsteller, Journalisten und Intellektuellen Hrant Asadour (Հրանտ Ասատուր). Sie und Hrant Asadour tauschten im Laufe ihrer Beziehung zahlreiche Liebesbriefe aus, von denen einige von Jennifer Manoukian ins Englische übersetzt wurden.
Bereits im Jahr 1879 schrieb sie das Lehrbuch Գործնական քերականութիւն արդի աշխարհաբարի („Praktische Grammatik für zeitgenössisches modernes Armenisch“), ein klassisches Grammatikbuch, das mit Hilfe ihres Mannes mehrfach überarbeitet und neu aufgelegt wurde. Asadour veröffentlichte außerdem Artikel über Erziehung und Pädagogik sowie Gedichte für Kinder.
Zusammen mit ihrem Mann und dem Schriftsteller und Politiker Krikor Zohrab gründete Asadour die Literaturzeitschrift Massis neu, in der sie Porträts vieler bekannter westarmenischer Literaten veröffentlichte. Die Artikel wurden 1921 in einem gemeinsamen Buch gesammelt, dem Hrant Asadour den Titel Դիմաստուերներ („Profile“) gab.
Asadour war vor allem für ihre literarischen Werke bekannt. In den 1880er Jahren veröffentlichte sie ihre Gedichte in Massis und Hairenik. Im Jahr 1891 veröffentlichte sie den Roman Աղջկան մը սիրտը („Das Herz eines Mädchens“) und 1902 eine Gedichtsammlung mit dem Titel Ցոլքեր („Reflexionen“), in der sie hauptsächlich romantische und patriotische Gedichte schrieb. Sie schrieb Kurzgeschichten, vor allem über Frauen. Sie schrieb auch für das Theater, eines ihrer berühmtesten Werke ist das Stück Հարսը („Die Braut“).